# The Puppet Man
The Puppet Man è un film muto del 1921 diretto da Frank Hall Crane (con il nome Frank H. Crane).

## Produzione
Il film fu prodotto da Edward Godal per la British & Colonial Kinematograph Company. Fu l'unico film prodotto nel 1921 dalla casa di produzione inglese.

## Distribuzione
Uscì nelle sale cinematografiche britanniche nell'agosto 1921. Negli Stati Uniti, fu distribuito dalla Film Booking Offices of America.